# Segismundo Bermejo

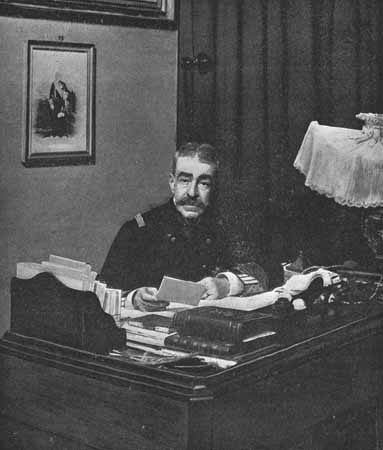
Admiral Segismundo Bermejo

Segismundo Bermejo y Merelo (* 1832; † 1899) war ein spanischer Admiral und Marineminister während des Spanisch-Amerikanischen Krieges. Neben seiner militärischen Laufbahn war er ein bekannter Autor, v. a. im Bereich der Science-Fiction.
Obwohl er die Gefahren für die spanische Flotte, die von seinem Freund Pascual Cervera geleitet wurde, gut kannte, war er durch politische Umstände gezwungen, eine optimistische Haltung einzunehmen. Er befahl Cervera, nach Kuba zu segeln, wo die Marine angesichts ihrer schlecht vorbereiteten und ausgestatteten Streitkräfte mit großer Sicherheit eine erniedrigende Niederlage erwartete. Bermejo war ebenso optimistisch, wenn es um die Möglichkeit der Spanier ging, die Bedrohung der USA auf den Philippinen abzuwehren.
Als die Nachricht vom Sieg des Kommodore George Dewey gegen Admiral Montojos Flotte in der Schlacht in der Bucht von Manila am 1. Mai die Karibik erreichte, gerieten die spanischen Offiziellen in Panik. Volksaufstände in Madrid erzwangen Bermejos Entlassung am 16. Mai 1898.